# Puech (montagne)
Pour les articles homonymes, voir Puech.

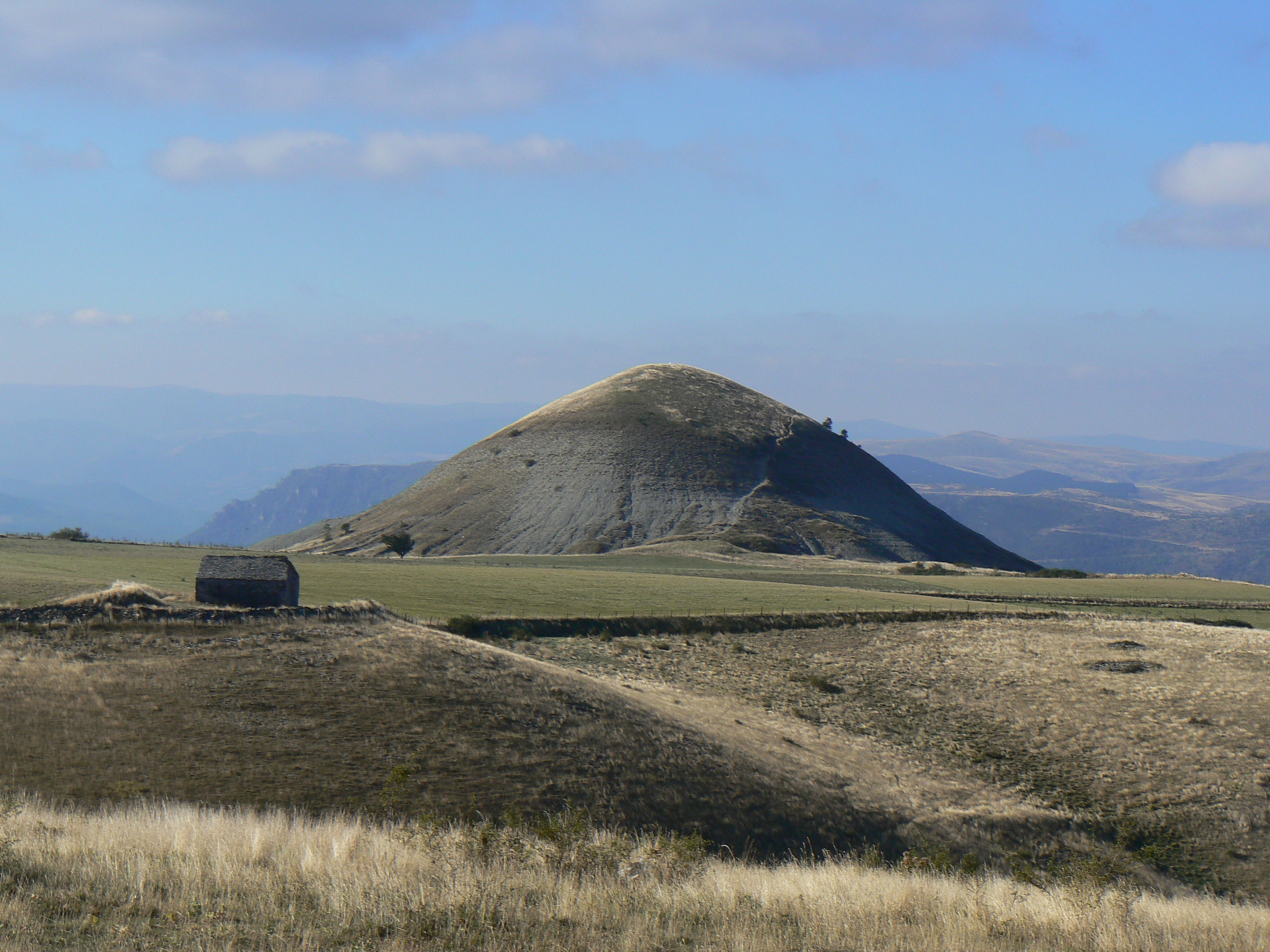
Un des deux puechs des Bondons, en Lozère (France).

Puech est l'une des transcriptions en français du terme occitan puèg, en graphie normalisée, ou puèch, en graphie mistralienne, dérivé du latin ped qui donne podium et signifie « petite hauteur, mont, colline, piton, montagne »,. L'équivalent en ancien français de ce terme est « pui », ou « puy », ou encore « poi », issu du latin podium. La forme puèch est utilisée telle quelle, non francisée, par le cadastre, et elle n'apparaît pas dans le Littré, contrairement à des transcriptions de l'occitan telles que « causse ». Les formes pioch, pech, petz sont souvent rencontrées, ainsi que la forme puy. On peut les rapprocher du catalan puig  qui a la même origine et le même sens, ainsi que du corse poghju, souvent transcrit en français par poggio (forme italienne). Ces mots sont tous des toponymes répandus qui, par association, sont parfois devenus des patronymes.
Forme usuelle dans le Rouergue et le Gévaudan, puèch s'est répandu vers l'est, au département du Gard (partie ouest et nord-ouest), vers le sud, au département de l'Hérault (partie nord-ouest) et vers l'ouest, au département du Tarn. Quelques exemples : 
- le puech de Rascas, point culminant des monts de Lacaune (1 270 m) et du département du Tarn ;
- le puech de Montgrand, second plus haut sommet des monts de Lacaune (1 269 m) et du département du Tarn ;
- le puech del Pal, point culminant du plateau du Lévézou (1 155 m), dans le département de l'Aveyron ;
- le puech de Cougouille, point culminant du causse du Larzac (912 m), dans le département de l'Aveyron ;
- le puech de Dardaillon, point culminant du plateau des Costières (146 m), dans le département du Gard.